# Olinia ventosa

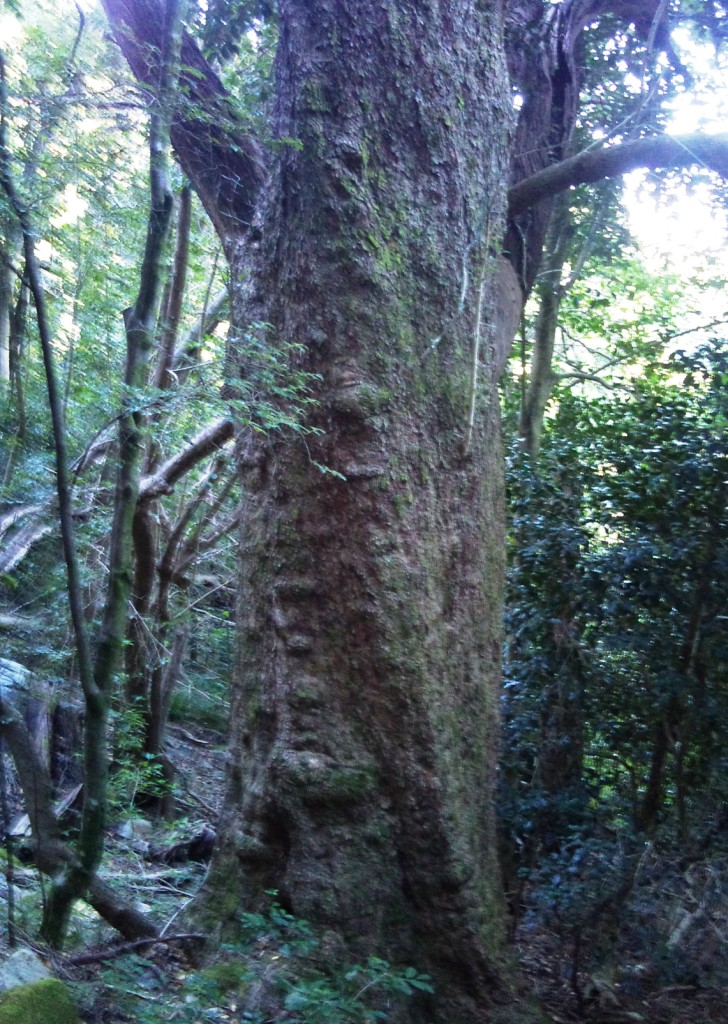
Tronc d'un grane Olinia ventosa a Table Mountain.

Olinia ventosa (amb el nom comú en anglès de Hard Pear) és un gran arbre de fulla persistent originari d'Àfrica del Sud.
Les seves fulles expremudes fan olor d'ametlles amargants (contenen prunasina.) 